# (1752) van Herk
(1752) van Herk es el asteroide número 1752 situado en el cinturón principal. Fue descubierto por el astrónomo Hendrik van Gent desde la estación meridional de Leiden en Johannesburgo, República Sudaficana, el 22 de julio de 1930. Su designación alternativa es 1930 OK. Está nombrado en honor del astrónomo neerlandés G. van Herk.